# Distretto di Ferdjioua
Il distretto di Ferdjiouae è un distretto della Provincia di Mila, in Algeria.

## Comuni
Il distretto di Ferdjioua comprende 2 comuni:
- Ferdjioua
- Yahia Beni Guecha[1]